# Гаркушев, Евгений Николаевич
Евгений Николаевич Га́ркушев (род. 18 апреля 1972, Гуково) — российский писатель-фантаст.

## Биография
Родился 18 апреля 1972 года в городе Гуково Ростовской области.
Закончил Ростовский Государственный университет по специальности «физик-кристаллограф», Ростовский государственный экономический университет по специальности «финансист». Живет и работает в городе Гуково Ростовской области.
Член Союза журналистов России с 1997 года. Публиковался в журнале «Уральский следопыт», в местной и областной прессе. С 1995 года — собственный корреспондент областной газеты «Наше время». Сценарист — самостоятельно и в соавторстве с Дарьей Булатниковой писал сценарии сериалов для телеканалов «НТВ», «Россия-1», «ТВ-3».
С мая 2014 года — директор «Гуковского музея шахтерского труда имени Л. И. Микулина».

## Книги
- «Ничего, кроме магии» — Альфа-книга, 2002 г.
- «Обойдемся без магии» — Альфа-книга, 2003 г.
- «Афанадор» — АСТ, 2003 г.
- «Грани матрицы» — Альфа-книга, 2003 г.
- «Близкие миры» — Альфа-книга, 2004 г.
- «Великий поход» — Эксмо, 2005 г.
- Гаркушев Е.Н., Егоров А.И. Заповедник. — М.: Эксмо, 2006. — 480 с. — (Русский фантастический боевик). — 10 000 экз. — ISBN 5-93556-346-0.
- Гаркушев Е.Н., Егоров А.И. Космический капкан. — М.: Эксмо, 2006. — 448 с. — (Русский фантастический боевик). — 10 000 экз. — ISBN 5-93556-346-0.
- Егоров А.И., Гаркушев Е.Н. Бунт при Бетельгейзе. — М.: Эксмо, 2006. — 448 с. — (Русский фантастический боевик). — 10 000 экз. — ISBN 5-93556-346-0.
- «Проклятый клад» — в соавторстве с Дарьей Булатниковой, «Амадеус», 2006 г.
- «Выше времени» — «Снежный ком», Рига, Латвия, 2006 г.
- Егоров А.И., Гаркушев Е.Н. Межпланетная банда. — М.: Эксмо, 2007. — 416 с. — (Русский фантастический боевик). — 7000 экз.
- «Плюшевые самураи» — сборник рассказов, «Снежный ком», Рига, Латвия, 2007 г.

- «Кодекс чести» — АСТ, Москва, 2008 г.
- «Призраки будущего» — «Экслибрис», Москва, 2011 г.
- «Проклятие горного источника» — в соавторстве с Дарьей Булатниковой, Известия, 2012 г.
- «Глубокий сумрак» — АСТ, Москва, 2016 г.